# Ženska ejakulacija
Ženska ejakulacija je povremeno ispuštanje sekreta na vrhuncu seksualnog uzbuđenja kod žena, što je povezano s intenzivnim iskustvom užitka. Ejakulat se izlučuje kroz izlaze iz parauretralne žlijezde (glandula paraurethralis, Skene žlijezda ili prostata feminina). Dugo je vremena ova seksualna reakcija žena podlijegala medicinskim i socijalnim tabuima. Potrebna su daljnja istraživanja, između ostalog, točnog sastava ejakulata, točnog anatomskog i fiziološkog porijekla i procesa koji pokreću ejakulaciju zbog malene količine istraživanja i neusuglašenosti oko terminologije.
Ženska ejakulacija i takozvano „prskanje” ("ubrizgavanje" velike količine tekućine) dva su različita procesa koja se mogu istodobno dogoditi tijekom orgazma: samo prskanje odnosi se, između ostalog, na vrenje tekućine u mjehuru, ima svojstva razrijeđenoga urina. Ženska ejakulacija je izbacivanje bjelkastog do prozirnog ejakulata iz skene žlijezde. Mišićna kontrakcija (mišićna snaga) i redoslijed kontrakcije pubococcygeus mišića uključeni su u žensku ejakulaciju.